# Lutte aux Jeux panarabes de 1997
Navigation
Édition précédente Édition suivante
Les épreuves de lutte aux Jeux panarabes de 1997 se déroulent en 1997 à Beyrouth (Liban).

## Résumé des médailles

### Lutte libre
| Épreuves | Or                            | Argent                   | Bronze           |
| -------- | ----------------------------- | ------------------------ | ---------------- |
| - 55 kg  | Omar Kedjwar                  | Abdallah Fazzani         | Yacine Ourabi    |
| - 58 kg  | Jamal El Ahmad                | Mohamed Amine Benhammadi | Hisham Mousatfa  |
| - 63 kg  | Ayman Chalabi                 | Tarek Abderrahim         | Jabeur Dridi     |
| - 69 kg  | Ahmed El Ousta                | Yacine Djakrir           | Walid Battaoui   |
| - 74 kg  | Mohamed Khanati               | Ismail Aissa Cheikh      | Ahmed Abderrahim |
| - 85 kg  | Issam El Khodary              | Jalel Bakr               | Mohamed Hakim    |
| - 97 kg  | Mohamed Zayar                 | Mohamed Saqr             | Mohamed Hakim    |
| - 125 kg | Hisham Abdelwahab Abdelmoumen | Anouar Edghim            | Salah Zaharani   |

### Lutte gréco-romaine
| Épreuves | Or                    | Argent                   | Bronze                |
| -------- | --------------------- | ------------------------ | --------------------- |
| - 55 kg. | Khaled El Faraj       | Ashraf Meligy El Garably | Mohamed Saadi         |
| - 58 kg. | Mahmoud Mohamed Saber | Zakaria Nashed           | Hecham Boudrif        |
| - 63 kg  | Yacine Djakrir        | Mohamed Errachidi        | Yahia Ayoub           |
| - 69 kg  | Abdelhakim Abu Snina  | Yasser Essaleh           | Mohamed Youmn         |
| - 76 kg  | Karam Gaber           | Salah Ghalia             | Nour Eldine Khabbache |
| - 85 kg  | Ayman Hussein         | Sofiane Oudjnia          | Mohannad Midou        |
| - 97 kg  | Mohamed Hayek         | Nasser Bechara           | Nasr El-Chibani       |
| - 130 kg | Mohamed El Sayed      | Hassan Ramdhoun          | Salah Zaharani        |

## Tableau des médailles
| Rang | Nation          | Or | Argent | Bronze | Total |
| ---- | --------------- | -- | ------ | ------ | ----- |
| 1    | Syrie           | 7  | 6      | 3      | 16    |
| 2    | Égypte          | 6  | 3      | 3      | 12    |
| 3    | Algérie         | 2  | 3      | 2      | 7     |
| 4    | Jordanie        | 1  | 1      | 0      | 2     |
| 5    | Liban           | 0  | 1      | 4      | 5     |
| 6    | Arabie saoudite | 0  | 1      | 3      | 4     |
| 7    | Yémen           | 0  | 1      | 0      | 1     |
| 8    | Tunisie         | 0  | 0      | 1      | 1     |
|      | Total           | 16 | 16     | 16     | 48    |

## source
- (ar)« 8èmes Jeux panarabes », Al-Ahram-Sports, 6 août 1997, pages 53-59.